# Pintos Negreiros
Pintos Negreiros é um distrito localizado no município de Maria da Fé, estado de Minas Gerais, Brasil. Encravado na Serra da Mantiqueira, sua população gira em torno de 1600 habitantes. 
O distrito foi criado em 1953, pela Lei Municipal  nº 1039 de 12 de dezembro de 1953, com o nome oficial de Pintos dos Negreiros.